# 中原美佑
中原 美佑（なかはら みゆ、1976年3月7日 - ）は、日本の元AV女優。ボディサイズは、T156/B84/W60/H86。

## 経歴
- 秋田県出身。3人姉妹の末っ子。学生時代から女優志望で、高校卒業後上京し、小劇団に研究生として入団。
- 「恋のはじまり、Ｈして」の中では、上京当時、レッスンを受けていた劇団の練習場を紹介していた。
- 雑誌インタビューの中で、「デビューを決めたのは、お芝居も出来ると聞いたから」と答えている。
- 話す声が顔に似合わない低音ハスキーボイスであることも、ファンの中では魅力のひとつとされていた。
- 撮影中、共演男優に「上手いね」と誉められたとき、照れながら「（彼氏に）教えられたんですよ」と答えた。
- Ｖシネマ「阿久津家の人々」の撮影時は、尿道結石の退院直後の撮影だった。
- 出演作が10本に満たない女優であったが、いまだに根強いファンがいる女優である。

## 主な出演作品
- 全身痙攣（宇宙企画、1995年）
- 恋のはじまり、Ｈして（宇宙企画、1995年）
- 好奇心（宇宙企画、1995年）
- 純愛クリーム（宇宙企画、1995年）
- 制服レイプええんかい！（h.m.p、1995年）
- 変態コスプレ病院 ボンデージ看護婦（h.m.p、1995年）

- 宇宙企画Classic 中原美佑（宇宙企画、2003年）
- 宇宙企画Classic 中原美佑 2（宇宙企画、2004年）

## Ｖシネマ作品
- 阿久津家の人々（エイトマン、1995年）
- 桃尻探偵・イケずに死ねるか！（エイトマン）
- 淫獣学園２　魔性の娘誕生（大映）

## 写真集
- 谷間のユリ（英知出版、1995年）同タイトルVHSも発売
- 肖像画(ポートレート) 中原美佑写真集（沢渡朔写真、英知出版、1995年)

| スタブアイコン | サブスタブ | この項目は、まだ閲覧者の調べものの参照としては役立たない、人物に関連した書きかけの項目です。この項目を加筆・訂正などしてくださる協力者を求めています（P:人物伝/PJ:人物伝）。 |